# Penelope perspicax
Penelope perspicax е вид птица от семейство Cracidae. Видът е застрашен от изчезване.

## Разпространение
Видът е разпространен в Колумбия.